# Connexion by Boeing

Connexion by Boeing (« Connexion grâce à Boeing ») est un système technologique développé par Boeing permettant aux passagers de ses avions d'accéder à l'internet haut-débit en vol. À bord, le voyageur peut se connecter à l'infrastructure via une liaison Wi-Fi 802.11 ou par le biais d'un port Ethernet. L'infrastructure se compose d'une antenne en réseau phasé (phased array antenna) ou d'une antenne mécanique en bande Ku à bord de l'aéronef, des répéteurs loués sur satellites et des stations au sol.

## Mise en service, utilisation et abandon
Connexion by Boeing fut mis pour la première fois en service par la Lufthansa le 17 mai 2004. All Nippon Airways, Japan Airlines et SAS se dotèrent eux aussi de la technologie la même année. En 2005, se sont équipées China Airlines, Singapore Airlines, Asiana Airlines, Korean Air, El Al et Etihad Airlines. Profitant de cette technologie, Singapore Airlines fut par ailleurs la première compagnie à mettre la télévision en direct sur certains de ses vols internationaux. Au-delà du marché aéronautique, Connexion by Boeing est aussi proposé dans le domaine maritime dans lequel il devrait être installé pour la première fois en 2006.
Le 17 août 2006, Boeing annonce l'abandon du service Connexion tout en promettant d’aider ses clients à un arrêt le moins brutal possible. Au total, ce sont 150 appareils de 11 compagnies qui auront été équipés de Connexion.  
Dans un but publicitaire, Boeing a choisi la graphie connexion qui est la forme originale et archaïque du mot anglais (et qui se trouve aussi être conforme à l'orthographe française). La connexion (de systèmes) doit s'écrire normalement en anglais connection. La lettre x est utilisée couramment en langage aéronautique pour abréger de nombreux termes :
par exemple : PAX pour passenger, X-feed pour crossfeed (intercommunication), X-fer pour transfer et même LAX, pour Los Angeles, WXR pour weather (météo) etc. 
- Voir aussi : Langage (aéronautique)